# Michael Blaudzun
Michael Blaudzun (født 30. april 1973) er en tidligere dansk cykelrytter. Han er søn af den tidligere danske cykelrytter Verner Blaudzun.
Blaudzun har vundet flere danske mesterskaber i løbet af sin karriere, blandt andet DM i enkeltstart i 2001, 2003 og 2005 og DM i linjeløb i 1994 og 2004. I 2008 bekræftede han, at Vuelta a España 2008 ville blive det sidste store løb i hans 10 år lange professionelle karriere.